# Käbschütztal
Käbschütztal é um município da Alemanha, situado no distrito de Meißen, no estado da Saxônia. Tem 50,45 km² de área, e sua população em 2019 foi estimada em 2.738 habitantes.